# Lublin R.XI
Lublin R.XI – polski sześciomiejscowy samolot pasażerski marki Lublin w układzie górnopłatu z przełomu lat 20. i 30. XX wieku, konstrukcji inż. Jerzego Rudlickiego, zbudowany w Zakładach Mechanicznych Plage i Laśkiewicz w Lublinie. Prototyp został oblatany 8 lutego 1930 roku i testowany w PLL LOT, jednak z powodu uszkodzenia samolotu podczas prób i niższych od zakładanych osiągów nie podjęto jego produkcji seryjnej. Jedyny egzemplarz samolotu rozbił się w lipcu 1931 roku i już nie został naprawiony.

## Historia

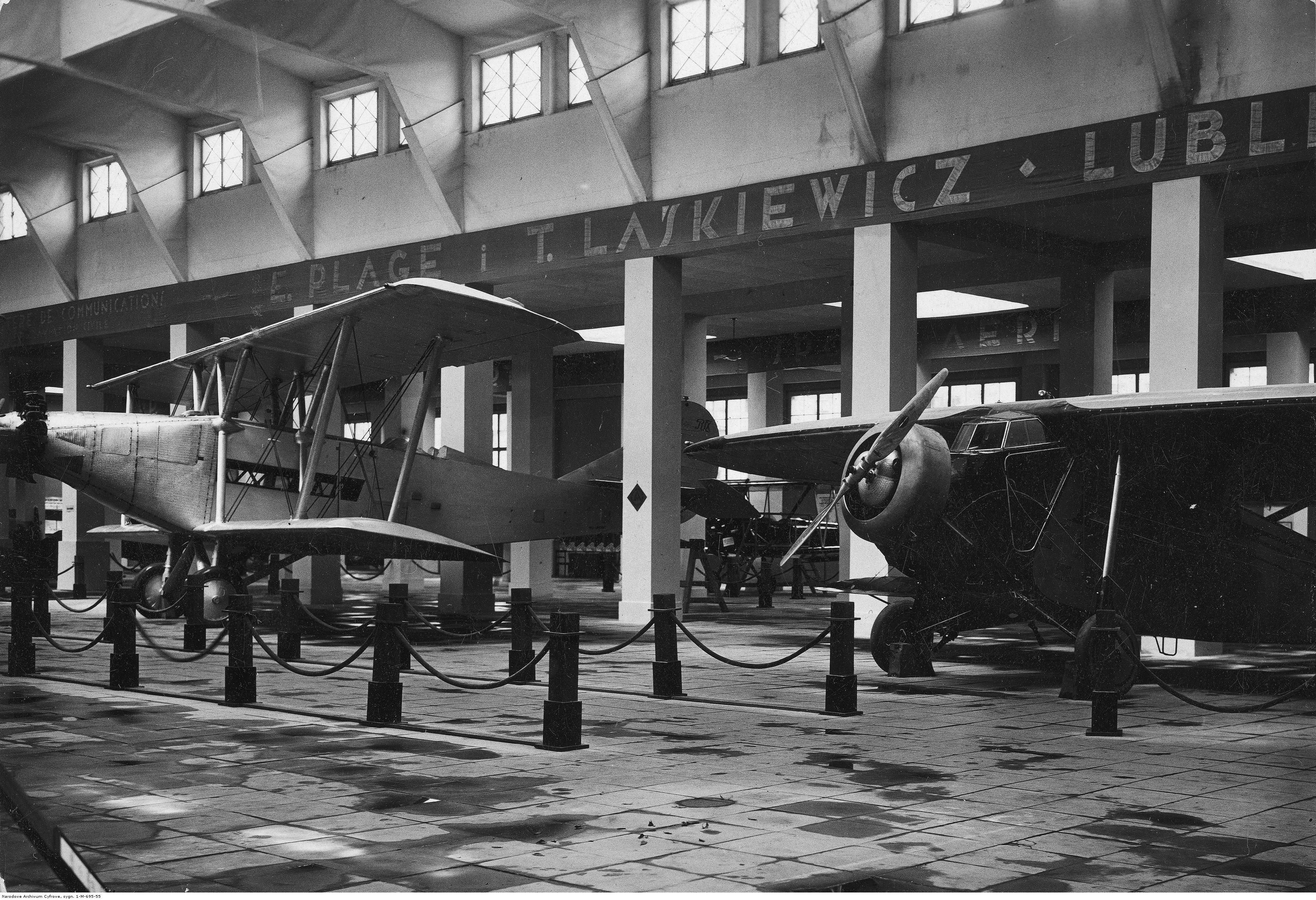
Lublin R.XI (z prawej) i R.IX (z lewej) na Międzynarodowej Wystawie Komunikacji i Turystyki w Poznaniu.

Na początku 1929 roku Ministerstwo Komunikacji ogłosiło konkurs na projekt lekkiego samolotu pasażerskiego do komunikacji lokalnej i przewozu poczty, w celu zastąpienia używanych na krajowych liniach lotniczych maszyn Junkers F.13. Specyfikacja konkursu powstała na zamówienie PLL LOT, przy dużej presji ze strony Ministerstwa Komunikacji, Ligi Obrony Powietrznej i Przeciwgazowej i opinii publicznej naciskających na wprowadzenie do eksploatacji w polskich liniach lotniczych samolotów krajowej produkcji. Do konkursu przystąpiły m.in. Podlaska Wytwórnia Samolotów, z zaprojektowanym przez inżynierów Stanisława Cywińskiego i Jarosława Naleszkiewicza samolotem oznaczonym PWS-21 oraz Zakłady Mechaniczne E. Plage i T. Laśkiewicz z konstrukcją inż. Jerzego Rudlickiego, Lublinem R.XI. Koncepcja opracowanego w Lublinie samolotu wzorowana była na produkowanym ówcześnie na licencji Fokkerze F.VIIb, a w pracach nad nią wziął udział także inż. Jerzy Teisseyre. Według projektu samolot miał mieć masę własną 966 kg, osiągać prędkość maksymalną 215 km/h (i przelotową 188 km/h) oraz pułap 6000 metrów i zasięg 1000 km. Przy budowie maszyny wykorzystano w większości wytwarzane w kraju surowce: drewno sosnowe, świerkowe, sklejkę brzozową i rury stalowe.
Prototyp, ze znakami rejestracyjnymi SP-ACC (należącymi wcześniej do RWD-1) został oblatany 8 lutego 1930 roku na fabrycznym lotnisku w Lublinie przez Władysława Szulczewskiego. Samolot okazał się stabilny w powietrzu, miał dobre właściwości lotne i niezłe osiągi. W dniach 7–8 marca tego roku R.XI przeszedł pomyślnie w Instytucie Badań Technicznych Lotnictwa próby statyczne, uzyskując lepszą ocenę niż konkurencyjny PWS-21 bis. W czerwcu Lublin R.XI został przekazany PLL LOT na próby, które jednak zostały po wykonaniu kilku lotów przerwane z powodu uszkodzenia płatowca w wyniku kolizji z samolotem sportowym na lotnisku mokotowskim.
W lipcu i sierpniu 1930 roku samolot został zaprezentowany publiczności na Międzynarodowej Wystawie Komunikacji i Turystyki w Poznaniu (m.in. wraz z Lublinem R.IX, PWS-20T i Fokkerem F.VIIb/3m) . Po wykonanej w wytwórni naprawie samolot w połowie 1931 roku wykonał jeszcze kilka lotów próbnych, do czasu rozbicia w lipcu tego roku przez pilota J. Rzewnickiego na skutek przeciągnięcia w czasie startu. Uszkodzonego samolotu już nie naprawiono i został skasowany.
Samolot miał znacznie większą masę własną niż projektowana (o prawie 250 kg), co pociągnęło za sobą spadek osiągów (prędkości maksymalnej, przelotowej, zasięgu i pułapu). Ponieważ PLL LOT nie przyjął do eksploatacji również konkurencyjnego PWS-21, Plage i Laśkiewicz oraz PWS złożyły skargę do Ministerstwa Komunikacji na wygórowane parametry specyfikacji konkursu przygotowane przez linię lotniczą. Uwzględniając to, Ministerstwo podpisało z obiema firmami umowy na budowę ulepszonych konstrukcji, w wyniku czego powstały samoloty Lublin R.XVI i PWS-24.
Łączny koszt budowy Lublina R.XI i dwóch prototypów Lublina R.XVI wyniósł 452 500 złotych.

## Opis konstrukcji i dane techniczne
Lublin R.XI był jednosilnikowym, sześciomiejscowym samolotem pasażerskim o konstrukcji mieszanej, w układzie wolnonośnego górnopłatu. Kadłub tworzyła kratownica ze spawanych rur stalowych, kryta płótnem z wyjątkiem przodu, pokrytego blachą duralową. Przednia część kratownicy była wykrzyżowana rurami, a tylna drutem stalowym. Kabina załogi dwumiejscowa, zakryta, umieszczona przed płatem, z drzwiami z obu stron kadłuba, z miejscami obok siebie; wyposażona była w podwójne sterownice, składające się z wolantu, orczyka i pedałów do sterowania hamulcami kół. Miejsce po prawej stronie obok pilota nominalnie było przeznaczone dla mechanika, można było jednak zabrać w jego miejsce dodatkowego, piątego pasażera. Wentylowana i ogrzewana za pomocą radiatora gazowego kabina pasażerska miała wysokość 1,5 metra i szerokość 1,3 metra i wyposażona była w dwa fotele i dwumiejscową kanapę. Do kabiny prowadziła para drzwi umieszczona z lewej strony kadłuba, z prawej pasażerowie mieli do dyspozycji opuszczane okna. Za kabiną pasażerską znajdował się bagażnik i miejsce na pocztę, z drzwiczkami z prawej strony samolotu.
Płat o obrysie eliptycznym, trójdźwigarowy z podłużnicami między dźwigarami, niedzielony, konstrukcji drewnianej z 48 żebrami ze sklejki, kryty w całości sklejką brzozową o grubości 1÷4 mm. Skrzydło miało rozpiętość 15 metrów, powierzchnię nośną 30 m² i masę 350 kg, a do kadłuba zamocowane przy pomocy czterech sworzni. Cięciwa płata wynosiła 2,7 metra; zastosowano profil Clark Y o grubości 17%. Wydłużenie płata wynosiło 7. Niekompensowane lotki o wąskiej cięciwie i powierzchni 1,67 m² każda zamontowane były na łożyskach kulkowych. Obciążenie powierzchni wynosiło 65 kg/m², zaś współczynnik obciążenia niszczącego miał wartość 7,8.
Długość samolotu wynosiła 9,6 metra, a wysokość 2,6 metra. Masa własna płatowca wynosiła 1210 kg (z wyposażeniem 1310 kg), masa użyteczna 733 kg, zaś masa całkowita (startowa) 1943 kg. Usterzenie klasyczne, spawane z rur stalowych, kryte płótnem, z przestawialnym w locie w zakresie od -4° do +5° statecznikiem pionowym o powierzchni 1,062 m² i podpartym zastrzałami statecznikiem poziomym o powierzchni 2,83 m²; niekompensowane stery kierunku (o powierzchni 0,848 m²) i wysokości (o powierzchni 1,72 m²) mogły być wychylane o kąt ±22°. Napęd sterów i lotek odbywał się za pomocą linek i bloczków. Podwozie dwukołowe, trójgoleniowe, o rozstawie kół 2,7 metra, z amortyzatorami olejowo-powietrznymi i hamulcami pneumatycznymi (koła były skrętne). Z tyłu znajdowała się wykonana z blachy duralowej płoza ogonowa, amortyzowana sznurem gumowym. Podczas zimy istniała możliwość zastąpienia kół nartami.
Napęd stanowił chłodzony powietrzem 9-cylindrowy silnik gwiazdowy Wright Whirlwind J-5 produkcji Polskich Zakładów Škody o mocy nominalnej 162 kW (220 KM) przy 1800 obr./min, mocy startowej 240 KM i masie 250 kg, napędzający stałe, metalowe, dwułopatowe śmigło ciągnące Standard Steel. Odczepiane łoże silnika wykonane zostało ze spawanych rur stalowych, osłona silnika NACA z blachy duralowej. Silnik oddzielony był od reszty kadłuba podwójną aluminiowo-azbestową ścianą ogniową. Obciążenie mocy wynosiło 8,9 kg/KM. Umieszczone w płacie główne zbiorniki paliwa miały pojemność 300 litrów; pod fotelami mieścił się dodatkowy zbiornik mieszczący 150 litrów (osłonięty ścianą ogniową), z możliwością jego awaryjnego zrzutu.
Prędkość maksymalna na poziomie morza wynosiła 185 km/h, prędkość przelotowa 168 km/h, zaś prędkość minimalna 90 km/h. Przelotowe zużycie paliwa wynosiło 45÷50 litrów/h. Maszyna osiągała pułap 2800 metrów z prędkością wznoszenia wynoszącą 1,8 m/s. Zasięg wynosił 730 km.

### Malowanie
Prototyp samolotu Lublin R.XI pomalowany był następująco: kadłub, osłona silnika, śmigło i usterzenie w kolorze srebrnym, z wyjątkiem pomalowanych na ciemnoczerwono przodu, spodu i grzbietu kadłuba, krawędzi natarcia skrzydeł i usterzenia oraz pasów na kadłubie; skrzydło miało naturalny kolor sklejki, pokrytej bezbarwnym lakierem.